# Agrilus bilyanus
Agrilus bilyanus – gatunek chrząszcza z rodziny bogatkowatych i podrodziny Agrilinae.

## Taksonomia
Gatunek ten opisany został po raz pierwszy w 2018 roku przez Eduarda Jendeka i Oto Nakládala na łamach „Journal of Asia-Pacific Entomology”. Jako miejsce typowe wskazano Soppong w prowincji Mae Hong Son w Tajlandii. Epitet gatunkowy nadano na cześć Svatopluka Bílego.

## Morfologia
Chrząszcz o wydłużonym, klinowatym w zarysie, wysklepionym ciele długości 5,5 mm, z wierzchu jednobarwnym. Głowa ma płytki wcisk środkowy, powierzchownie punktowane ciemię, większe niż połowa jego szerokości, ale mniejsze niż cała jego szerokość oczy i piłkowane począwszy od czwartego członu czułki. Poprzeczne przedplecze ma wystający przed przednie kąty, szeroko łukowaty płat przedni, ostre i zaostrzone kąty tylne oraz zbieżne i połączone żeberka boczne. Na powierzchni przedplecza występuje wcisk środkowy i dwa płytkie i wąskie wciski boczne. Pokrywy pozbawione są żeberek barkowych i mają wyraźnie ząbkowane brzegi oraz osobno łukowate wierzchołki. Owłosienie na pokrywach układa się w paski. Przedpiersie ma duży płat przedni z wąsko, łukowato wykrojoną krawędzią oraz lekko rozszerzony wyrostek międzybiodrowy o prostych brzegach bocznych i ostrych kątach. Wyrostek zapiersia jest wklęśnięty. Wierzchołkowa krawędź pygidium jest opatrzona wypustką. Ostatni sternit odwłoka ma łukowato zafalowany wierzchołek. Samiec ma edeagus o płacie środkowym znacznie szerszym niż paramery.

## Rozprzestrzenienie
Owad orientalny, endemiczny dla Tajlandii, znany tylko z lokalizacji typowej w prowincji Mae Hong Son. Stwierdzony został na rzędnych 1500 m n.p.m.